# Luiz Claudio Ribeiro
Luiz Claudio de Souza Ribeiro (Rio de Janeiro, 23 de janeiro de 1988) é um empresário e político brasileiro filiado ao Republicanos (REP). Atualmente é deputado estadual pelo Rio de Janeiro e vice-presidente da escola de samba Mocidade Independente de Padre Miguel.
Prefeito eleito por Mangaratiba nas eleições de 2024 com 17.021 votos.

## Biografia
É formado em marketing na UNESA. Apesar de nascido na cidade do Rio de Janeiro, Luiz passou grande parte da sua vida em Mangaratiba, no bairro de Itacuruçá, onde criou fortes vínculos e começou sua trajetória na Administração Pública. Foi secretário adjunto de Turismo e Cultura e, posteriormente, de Governo e de Finanças do município de Mangaratiba entre 2016 e 2022 no governo do Prefeito Alan Bombeiro (PP).
Luiz Cláudio, também ocupou o cargo de Presidente do Conselho Deliberativo do Arouca Barra Clube, uma casa de cultura e folclore português e Vice-Presidente Administrativo da GRES Mocidade Independente de Padre Miguel , a qual teve como patrono o contraventor  Castor de Andrade. Atualmente, a Mocidade Independente de Padre Miguel, escola de samba do Grupo Especial do carnaval do Rio, teve dois de seus principais dirigentes presos em operações policiais. O contraventor Rogério Andrade, patrono da agremiação, foi preso pela morte de Fernando Iggnácio. 
Filiado ao PSD, Luiz Claudio se candidatou a deputado estadual nas eleições de 2022 e obteve 32.849 votos, ficando com a suplência do partido. Assumiu o mandato na ALERJ em fevereiro do ano seguinte com a ida de Eduardo Cavaliere para a secretaria municipal da Casa Civil do Rio de Janeiro.
Em 2024 participou das eleições para a Prefeitura de Mangaratiba pelo Republicanos com seu Vice, Lucas Venito, vencendo seu adversário Aarão Brito, com 17.021 votos.
Em 24 de novembro de 2024, a reportagem do Fantástico da TV Globo revelou que os eleitores de outras localidades receberam dinheiro ou outras vantagens para transferir o título de eleitor, fingindo morar ou trabalhar na cidade de Mangaratiba. O número dos eleitores é mais que outro de população da cidade. O candidato derrotado Aarão Moura, do PP, entrou com uma notícia-crime no Ministério Público pedindo investigação das eleições. O prefeito eleito Luiz Claudio negou as acusações de fraude e compra de voto.